# Atletica leggera ai Giochi della XXXI Olimpiade - 1500 metri piani femminili

Video ufficiale della Finale

I 1500 metri piani hanno fatto parte del programma femminile di atletica leggera ai Giochi della XXXI Olimpiade. La competizione si è svolta nei giorni 12 e 16 agosto allo Stadio Nilton Santos di Rio de Janeiro.

## Presenze ed assenze delle campionesse in carica
Per i campionati europei si considera l'edizione del 2014.
| Competizione         | Atleta             | Prestazione | Rio 2016 |
| -------------------- | ------------------ | ----------- | -------- |
| Olimpiadi 2012       | Maryam Yusuf Jamal | 4'10"74     | Ritirata |
| Commonwealth 2014    | Faith C. Kipyegon  | 4'08”94     | Presente |
| Europei 2014         | Sifan Hassan       | 4'04”18     | Presente |
| Asiatici 2014        | Maryam Yusuf Jamal | 4'09”90     | Ritirata |
| Panamericani 2015    | Muriel Coneo       | 4'09”05     | Presente |
| Africani 2015        | Dawit Seyaum       | 4'16”69     | Presente |
| Mondiali 2015        | Genzebe Dibaba     | 4'08”09     | Presente |
|                      |                    |             |          |
| Mondiali junior 2012 | Faith C. Kipyegon  | 4'04”96     | Presente |

1. ↑  Di origine etiopica.

## La gara
Le due semifinali sono vinte dalle due favorite: Genzebe Dibaba prevale nella prima (4'03”06), mentre Faith Kipyegon vince la seconda (4'03”95).

In finale tutte si temono. Ne risulta una gara tattica fino all'eccesso. Il primo giro viene percorso in 1 minuto e 16 secondi; occorrono altri 70 secondi per completare il secondo giro: 800 metri percorsi in 2'27”!

Genzebe Dibaba, che è stata in testa al gruppo fino a quel momento, dà una potente accelerata: completa il terzo giro in 56”79. Alla campanella le prime posizioni sono le seguenti: Dibaba, Kipyegon, Laura Muir e Sifan Hassan. A 200 metri dalla fine la Kipyegon sorpassa la Dibaba, che tenta il risorpasso ma non ci riesce. La keniota vince con un vantaggio di oltre 1 secondo.

Nella lotta per il bronzo Laura Muir cede nettamente nel finale. Viene passata dalle due americane, che attaccano poi la Hassan e la passano entrambe finendo terza e quarta. Il bronzo va a Jennifer Simpson, prima donna USA in assoluto a vincere una medaglia in questa specialità ai Giochi (i 1500 metri femminili sono stati introdotti nel 1972).
La vincitrice ha coperto gli ultimi 400 metri in 58”6 e gli ultimi 800 metri in 1'57”2.

Ai Mondiali di Pechino 2015 l'ordine d'arrivo delle prime due era stato l'inverso: prima la Dibaba e seconda la Kipyegon.

## Risultati

### Batterie
Qualificazione: le prime sei di ogni batteria (Q) e i successivi 6 migliori tempi (q).

#### Batteria 1
| Posizione | Atleta                  | Nazionalità         | Tempo   | Note             |
| --------- | ----------------------- | ------------------- | ------- | ---------------- |
| 1         | Genzebe Dibaba          | Etiopia             | 4'10"61 | Q                |
| 2         | Ciara Mageean           | Irlanda             | 4'11"51 | Q                |
| 3         | Brenda Martinez         | Stati Uniti         | 4'11"74 | Q                |
| 4         | Linden Hall             | Australia           | 4'11"75 | Q                |
| 5         | Angelika Cichocka       | Polonia             | 4'11"76 | Q                |
| 5         | Konstanze Klosterhalfen | Germania            | 4'11"76 | Q                |
| 7         | Hilary Stellingwerff    | Canada              | 4'12"00 |                  |
| 8         | Maureen Koster          | Paesi Bassi         | 4'13"15 |                  |
| 9         | Siham Hilali            | Marocco             | 4'13"46 |                  |
| 10        | Amela Terzić            | Serbia              | 4'15"17 |                  |
| 11        | Nancy Chepkwemoi        | Kenya               | 4'15"41 |                  |
| 12        | Marta Pen               | Portogallo          | 4'18"53 |                  |
| 13        | Saraswati Bhattarai     | Nepal               | 4'33"94 | Record nazionale |
| 14        | Celma Bonfim da Graça   | São Tomé e Príncipe | 4'38"86 |                  |

#### Batteria 2
| Posizione | Atleta                     | Nazionalità               | Tempo   | Note                                     |
| --------- | -------------------------- | ------------------------- | ------- | ---------------------------------------- |
| 1         | Sifan Hassan               | Paesi Bassi               | 4'06"64 | Q                                        |
| 2         | Faith Chepngetich Kipyegon | Kenya                     | 4'06"65 | Q                                        |
| 3         | Sofia Ennaoui              | Polonia                   | 4'06"90 | Q                                        |
| 4         | Jennifer Simpson           | Stati Uniti               | 4'06"99 | Q                                        |
| 5         | Malika Akkaoui             | Marocco                   | 4'07"42 | Q                                        |
| 6         | Besu Sado                  | Etiopia                   | 4'08"11 | Q                                        |
| 7         | Laura Weightman            | Regno Unito               | 4'08"37 | q                                        |
| 8         | Jenny Blundell             | Australia                 | 4'09"05 | q                                        |
| 9         | Gabriela Stafford          | Canada                    | 4'09"45 |                                          |
| 10        | Muriel Coneo               | Colombia                  | 4'09"50 |                                          |
| 11        | Tigist Gashaw              | Bahrein                   | 4'10"96 |                                          |
| 12        | Florina Pierdevara         | Romania                   | 4'11"55 | Miglior prestazione personale stagionale |
| 13        | Nikki Hamblin              | Nuova Zelanda             | 4'11"88 |                                          |
| 14        | Anjelina Lohalith          | Atleti Olimpici Rifugiati | 4'47"38 |                                          |

#### Batteria 3
| Posizione | Atleta               | Nazionalità         | Tempo   | Note |
| --------- | -------------------- | ------------------- | ------- | ---- |
| 1         | Dawit Seyaum         | Etiopia             | 4'05"33 | Q    |
| 2         | Shannon Rowbury      | Stati Uniti         | 4'06"47 | Q    |
| 3         | Laura Muir           | Regno Unito         | 4'06"53 | Q    |
| 4         | Rababe Arafi         | Marocco             | 4'06"63 | Q    |
| 5         | Meraf Bahta          | Svezia              | 4'06"82 | Q    |
| 6         | Zoe Buckman          | Australia           | 4'06"93 | Q    |
| 7         | Nicole Sifuentes     | Canada              | 4'07"43 | q    |
| 8         | Violah Cheptoo Lagat | Kenya               | 4'08"09 | q    |
| 9         | Danuta Urbanik       | Polonia             | 4'08"67 | q    |
| 10        | Diana Sujew          | Germania            | 4'09"07 | q    |
| 11        | Margherita Magnani   | Italia              | 4'09"74 |      |
| 12        | Kadra Mohamed Dembil | Gibuti              | 4'42"67 |      |
| 13        | Nelia Martins        | Timor Est           | 5'00"53 |      |
|           | Betthem Desalegn     | Emirati Arabi Uniti |         | NP   |

### Semifinali
Qualificazione: le prime cinque di ogni seminfinale (Q) e i successivi 2 migliori tempi (q).

#### Semifinale 1
| Posizione | Atleta                     | Nazionalità | Tempo   | Note |
| --------- | -------------------------- | ----------- | ------- | ---- |
| 1         | Faith Chepngetich Kipyegon | Kenya       | 4'03"95 | Q    |
| 2         | Dawit Seyaum               | Etiopia     | 4'04"23 | Q    |
| 3         | Shannon Rowbury            | Stati Uniti | 4'04"46 | Q    |
| 4         | Besu Sado                  | Etiopia     | 4'05"19 | Q    |
| 5         | Laura Weightman            | Regno Unito | 4'05"28 | Q    |
| 6         | Sofia Ennaoui              | Polonia     | 4'05"29 | q    |
| 7         | Rababe Arafi               | Marocco     | 4'05"60 | q    |
| 8         | Linden Hall                | Australia   | 4'05"81 |      |
| 9         | Zoe Buckman                | Australia   | 4'06"95 |      |
| 10        | Konstanze Klosterhalfen    | Germania    | 4'07"26 |      |
| 11        | Ciara Mageean              | Irlanda     | 4"08"07 |      |
| 12        | Brenda Martinez            | Stati Uniti | 4'10"41 |      |

#### Semifinale 2
| Posizione | Atleta               | Nazionalità | Tempo   | Note |
| --------- | -------------------- | ----------- | ------- | ---- |
| 1         | Genzebe Dibaba       | Etiopia     | 4'03"06 | Q    |
| 2         | Sifan Hassan         | Paesi Bassi | 4'03"62 | Q    |
| 3         | Laura Muir           | Regno Unito | 4'04"16 | Q    |
| 4         | Jennifer Simpson     | Stati Uniti | 4'05"07 | Q    |
| 5         | Meraf Bahta          | Svezia      | 4'06"41 | Q    |
| 6         | Violah Cheptoo Lagat | Kenya       | 4'06"83 |      |
| 7         | Nicole Sifuentes     | Canada      | 4'08"53 |      |
| 8         | Malika Akkaoui       | Marocco     | 4'08"55 |      |
| 9         | Diana Sujew          | Germania    | 4'10"15 |      |
| 10        | Danuta Urbanik       | Polonia     | 4'11"34 |      |
| 11        | Jenny Blundell       | Australia   | 4'13"25 |      |
| 12        | Angelika Cichocka    | Polonia     | 4'17"83 |      |

### Finale
| Record mondiale      | Genzebe Dibaba             | 3'50"07 | Monaco | 17 luglio 2015    |
| Record olimpico      | Paula Ivan                 | 3'53"96 | Seul   | 26 settembre 1988 |
| Capolista stagionale | Faith Chepngetich Kipyegon | 3'56"41 | Eugene | 28 maggio 2016    |

Martedì 16 agosto, ore 22:30.
| Pos.    | Atleta           | Età | Nazione       | Tempo   | Note |
| ------- | ---------------- | --- | ------------- | ------- | ---- |
| Oro     | Faith Kipyegon   | 22  | Kenya         | 4'08"92 |      |
| Argento | Genzebe Dibaba   | 25  | Etiopia       | 4'10"27 |      |
| Bronzo  | Jennifer Simpson | 30  | Stati Uniti   | 4'10"53 |      |
| 4       | Shannon Rowbury  | 32  | Stati Uniti   | 4'11"05 |      |
| 5       | Sifan Hassan     | 23  | Paesi Bassi   | 4'11"23 |      |
| 6       | Meraf Bahta      | 27  | Svezia        | 4'12"59 |      |
| 7       | Laura Muir       | 23  | Gran Bretagna | 4'12"88 |      |
| 8       | Dawit Seyaum     | 20  | Etiopia       | 4'13"14 |      |
| 9       | Besu Sado        | 20  | Etiopia       | 4'13"58 |      |
| 10      | Sofia Ennaoui    | 21  | Polonia       | 4'14"72 |      |
| 11      | Laura Weightman  | 25  | Gran Bretagna | 4'14"95 |      |
| 12      | Rababe Arafi     | 25  | Marocco       | 4'15"16 |      |